# جوليس مارشال (صحفي)
جوليس مارشال (بالإنجليزية: Jules Marshall)‏ هو صحفي بريطاني، ولد في 1962.